# Carreró dels Màrtirs
El Carreró dels Màrtirs (en àzeri: Şəhidlər Xiyabanı; anteriorment el «Parc Kírov») és un cementiri i monument commemoratiu a la ciutat de Bakú, capital de l'Azerbaidjan dedicat als caiguts per l'Exèrcit Soviètic durant el Gener Negre i més tard als caiguts en la Guerra de Nagorno-Karabakh. En els últims dies de la Primera Guerra Mundial va començar un conflicte a conseqüència de la Guerra Civil Russa. Quatre grups van lluitar pel control de la zona quan l'Imperi Rus es va ensorrar. Lluitant entre si havia els bolxevics, menxevics, armenis i àzeris. Moltes persones van morir en els combats com a homes d'una petita força britànica enviada a Bakú per evitar que caigués en les mans dels otomans o els alemanys.